# Kronen-Verlag
Der Kronen-Verlag war ein 1950 vom Verleger Erich Cramer in Hamburg gegründeter Verlag für Naturwissenschaften.

## Geschichte

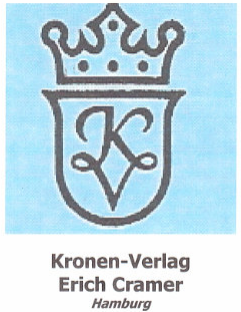
Wappen des Kronen-Verlags Hamburg

Der Kronen-Verlag wurde 1950 vom Verleger Erich Cramer mit der Idee gegründet, von typischen Beispielen aus der Natur Darstellungen zu veröffentlichen, die naturwissenschaftlich in Form und Farbe exakt sind, aber auch eine treffende Vorstellung von der Vielfalt und ästhetischen Schönheit der einzelnen Arten geben sollten. Es entstand eine naturwissenschaftlichen Sammlungen an Aquarellen mit Artportraits von Pilzen, Mineralien, Säugetieren, Fischen, Amphibien, Reptilien, Insekten, Spinnen, Pflanzen und Vögeln.
In rund 20 Jahren entstanden mehr als 2000 hochdetaillierte Kunstwerke mit 2719 abgebildeten Arten im Format 24 × 33 cm die von den damals besten Künstlern und Illustratoren angefertigt wurden. Mit Claus Caspari, Wilhelm Eigener, Franz Murr und Ludwig Binder wurden Künstler engagiert, die bereits über Deutschland hinaus der Kunstwelt bekannt waren und durch ihr Schaffen für den Kronen-Verlag ihren Platz in der naturalistischen Malerei weiter festigen und ausbauen konnten. Heute wird die Sammlung von Cramers Gallery of Nature Sagl. kurz Cramers Collection weiter geführt.
Durch die Mitarbeit hervorragender Künstler wie Claus Caspari und Wilhelm Eigener, sowie fast zwei Dutzend renommierter Wissenschaftler, entwickelte sich die Cramers Collection zu einer bedeutenden auch heute noch einmaligen Sammlung, deren Werke auf Augenhöhe mit Klassikern wie Pierre-Joseph Redouté, Maria Sibylla Merian oder John James Audubon fungieren. Die Einzigartigkeit der Werke beruht zum Wesentlichen auf der Tatsache, dass verschiedene namhafte Künstler ihrer Zeit von Erich Cramer mit der Anfertigung der Zeichnungen beauftragt wurden.
Jedes Aquarell wurde während seiner Entstehung von zeitgenössischen Wissenschaftlern über Monate diskutiert, teilweise korrigiert oder verworfen. Bei der Diskussion ging es um die korrekte Wiedergabe der kleinsten Details: Sei es um die Flossenstellung eines Fisches oder die Farbschattierung eines Pilzes. Enge Kooperationen entstanden unter anderem mit der Senckenberg-Gesellschaft, dem Museum für Naturkunde Berlin, der Zoologischen und Botanischen Staatssammlung München, dem Zoologischen Museum Hamburg, der Universität Hamburg sowie dem Zoo Berlin.
Viele, der als Trockenquarell gemalten Arten, sind in der Natur bereits ausgestorben oder in ihrem Bestand bedroht. Auch dadurch kommt den Werken eine besondere Bedeutung zu. Sie sind ein Spiegelbild einer noch intakten Natur, wie sie vermutlich nie wieder vorkommen wird.

„Wir müssen mit dem fertigen Werk etwas vorlegen, das die Welt bisher noch nicht in dieser Vollkommenheit gesehen hat.“

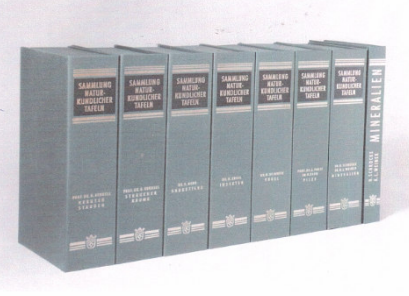
Sammlung naturkundlicher Tafeln (Kronen-Verlag). Leinen-Sammelkassetten mit jeweils ca. 200 naturkundlichen Tafeln im Format 29,5 × 21 cm

Die von 1952 bis 1974 angefertigten Aquarelle dienten als Grundlage für eine Reihe erfolgreicher Produkte. Diese wurden nicht nur in Deutschland, sondern in anderer Sprache z. B. in Frankreich vermarktet. Noch heute existieren viele naturkundliche Tafeln aus der damaligen Zeit die unter Kunstsammlern, Biologen, Botanikern und Zoologen Ansehen genießen. Die Tafeln waren damals für viele junge Menschen der erste Anknüpfungspunkt zur Vielfalt der Natur und haben manchen Naturwissenschaftler und Künstler in jungen Jahren geprägt.
Diese Offsetdrucke, die der Kronen-Verlag damals als „Sammlung naturkundlicher Tafeln“ vermarktete, umfassen sieben Werke mit zusammen 1.246 Farbtafeln. Die Drucke wurden mit wissenschaftlichen Begleittexten auf der Rückseite in hochwertigen Leinen-Sammelkassetten herausgegeben. In diesen befanden sich um die 160 verschiedene Motive einer Kollektion (z. B. Mineralien). Teilweise mit mehrseitigem Erläuterungs- bzw. Textband. Fast jeder Schüler in Deutschland und manchen anderen europäischen Ländern kam in unmittelbaren Kontakt mit diesen Tafeln. Weitere Abnehmer dieser höchst erfolgreichen Kollektion waren Buchhändler, Botaniker, Biologen, Pädagogen, Institute und Bibliotheken.
1968 erschien die die Serie „Cramers naturkundliche Anschauungstafeln“. Es handelt sich um große Tafeln nach Motiven der oben genannten „Sammlung“. Es sind 21 Serien mit je 10 Tafeln im Format 70 × 50 cm erschienen. z. B. Bäume, Säugetiere, Insekten, Greifvögel, Haustiere, Essbare Pilze, Giftige Pilze, Hunderassen, Katzenrassen.
Ab 1954 wurden zudem Kalender mit verschiedenen Themen sowie Bücher herausgebracht, alle mit Drucken der angefertigten Aquarelle.
Seit dem Jahr 2007 werden von Cramers Gallery of Nature Sagl., Bildrechte für Unternehmen, Verlage, Verbände und Schriftsteller vergeben.

„Es ist die Liebe für die Wunder der Natur, die sich in allen Zeichnungen wieder findet. Die Künstler schufen mit ihrem Wirken gewissermaßen das ‚Licht‘, sie setzten den Gedanken, der Natur ein Denkmal zu setzen, in dem sie sie so wiedergaben, wie sie ihnen schien, in sichtbare Werke um. Uns so fiel der Entschluss der Welt etwas ‚wahrhaft Schönes‘ zu geben, etwas das den wunderbaren Charakter der Natur unseres Planeten ausmacht – vielleicht oder gerade als Kontrapunkt zu den Zerstörungen, die er in zwei Weltkriegen miterleben musste und die wir heute in vielen Regionen aus anderen Gründen ebenfalls erfahren. Es ist ein Vermächtnis, an dem Sie hier teilhaben können.“

## Ausstellungen mit Werken der beteiligten Künstler (Auswahl)
- Animal, Vegetable, Mineral: Paintings by Claus Caspari (1971–1972). 158 Aquarelle von Claus Caspari. Sonderausstellung im Hunt Institute for Botanical Documentation in Pennsylvania.[9]
- Wilhelm Eigener (1984–1985): Sonderausstellung des Zoologischen Instituts und Zoologischen Museums der Universität Hamburg.
- „MasterPieces“ (2006): Die Verschollenen Bilder von Claus Caspari. Sonderausstellung im Rahmen der Münchener Mineralientage mit 16 Mineralienaquarellen von Claus Caspari.[10][11]
- „NaturSichten“ (2006): Große Werksschau im Botanischen Garten München – Nymphenburg mit ca. 50 Aquarellen von Claus Caspari.[12]
- „Pilze“ (2007): Ausstellung von Pilzbildern Stefan und Claus Casparis in den Schaugewächshäusern des Botanischen Garten Münchens.[13]
- „Frauenschuhe – Orchideenbilder Claus Caspari“ (2009): Ausstellung von Frauenschuh-Arten als Aquarell gezeichnet von Claus Caspari. Botanischer Garten München.[14]

## Publikationen (Auswahl)
- Sammlung naturkundlicher Tafeln (1952–1974) in verschiedenen Auflagen, auch übersetzt z. B. in Frankreich verkauft:
  - 7 Werke in Leinen-Sammelkassetten mit insgesamt 1.246 Farbtafeln mit naturwissenschaftlichen Begleittexten auf der Rückseite im Format 29,5 × 21 cm:
    - Mitteleuropäische Vögel I und II. 272 Tafeln
    - Mitteleuropäische Pilze. 180 Tafeln
    - Mitteleuropäische Pflanzenwelt: Kräuter und Stauden. 168 Tafeln, Textheft von 32 Seiten.
    - Mitteleuropäische Pflanzenwelt: Bäume und Sträucher. 144 Tafeln, Textheft von 24 Seiten
    - Mitteleuropäische Insekten: 192 Tafeln, anhangsweise Spinnentiere und Tausendfüßler. Mit Textheft von 36 Seiten,
    - Säugetiere: 192 Tafeln,
    - Mineralien: 162 Tafeln + separater Textband zu Mineralien: 309 Seiten,
- Cramers naturkundliche Anschauungstafeln (1968): Große Tafeln nach Motiven der oben genannten „Sammlung“. 21 Serien mit je 10 Tafeln im Format 70 × 50 cm erschienen,
  - Serie 1: Greifvögel
  - Serie 2: Bäume
  - Serie 3: Singvögel I
  - Serie 4: Kräuter und Stauden I
  - Serie 5: Pilze I
  - Serie 6: Sträucher
  - Serie 7: Singvögel II
  - Serie 8: Pilze II
  - Serie 9: Fische I
  - Serie 10: Säugetiere I
  - Serie 11: Nutzpflanzen I
  - Serie 12: Nutzpflanzen II
  - Serie 13: Insekten I
  - Serie 14: Insekten II
  - Serie 15: Säugetiere II
  - Serie 16: Säugetiere III
  - Serie 17: Giftpflanzen
  - Serie 18: Sumpf- und Wasservögel
  - Serie 19: Gräser und Getreide
  - Serie 20: Haustiere
  - Serie 21: Kleinsäuger

- Kronen-Kalender (Ab 1954): Verschiedene Kalender mit jeweils 12 Motiven
- Kronen-Bücher: Die Kronen-Bücher vereinen in ihrem Inhalt genaueste Anschauung mit hervorragend künstlerischer Illustration
  - F. Murr: Liebenswertes Meisenvolk. 1959.
  - F Schnack: Blütenwunder in den Alpen. 1959.
- Kronen-Rahmen: Der Kronen-Verlag verkaufte die Kunsttafeln der Kronen-Bücher auch in patentierten Wechselrahmen.
- Weiterhin wurde eine umfassende Kollektion an Trockenaquarellen mit hochdetailliert gezeichneten Porträts verschiedener Katzen- und Hunderassen angefertigt. Diese umfasst 57 Hauskatzenrassen-Aquarelle und 45 Hunderassen-Aquarelle. Gemalt wurden sie von Barbara Beck und Wilhelm Eigener.[15]